# Tom Howard (ishockeyspelare)
Thomas Acheson "Attie" Howard, född 5 januari 1871 i Winnipeg, död 18 november 1945 i Los Angeles, var en kanadensisk ishockeyspelare under sportens inledande decennier, och senare även ishockeytränare.

## Karriär
Howard vann Stanley Cup som spelare med Winnipeg Victorias 1896 sedan laget besegrat Montreal Shamrocks.
Inför säsongen 1899–1900 lämnade Howard Kanada för att spela med New York Athletic Club i den amerikanska amatörligan AAHL. I New York hann Howard även spela för New York Wanderers och Brooklyn Skating Club innan han lade av med spelarkarriären 1906.
Efter spelarkarriären tränade Howard diverse amerikanska lag, bland annat ishockeylagen vid Yale och Columbia University. Hans fru Kathleen Howard var även hon ishockeytränare och tränade bland annat St. Nicholas Hockey Clubs damlag i New York.